# بيغتسفيل
بيغتسفيل (بالألمانية: Bäretswil) هي إحدى بلديات مقاطعة هينفيل في كانتون زيورخ بسويسرا. تُقدر مساحتها ب22.23 كيلومتر مربع، ويقدر عدد سكانها بـ 5038 نسمة (حسب تعداد ديسمبر 2017).

## أعلام
- بيتر ناب
- ريمو فيشر
- اندريه ايجلى